# Championnats de Belgique d'athlétisme en salle 2025
Les Championnats de Belgique d'athlétisme en salle 2025 toutes catégories se déroulent le 23 février 2025 au Topsporthal Vlaanderen à Gand.

## Résultats courses

### 60m
| Rang               | athlète              | Prestation |
| ------------------ | -------------------- | ---------- |
| Médaille d'or      | Simon Verherstraeten | 6,69 s     |
| Médaille d'argent  | Hassan Taftian       | 6,76 s     |
| Médaille de bronze | Robbe Torfs          | 6,84 s     |

| Rang               | athlète       | Prestation |
| ------------------ | ------------- | ---------- |
| Médaille d'or      | Rani Rosius   | 7,20 s     |
| Médaille d'argent  | Rani Vincke   | 7,28 s     |
| Médaille de bronze | Marine Jehaes | 7,35 s     |

### 200m
| Rang               | athlète          | Prestation |
| ------------------ | ---------------- | ---------- |
| Médaille d'or      | Camille Snyders  | 21,50 s    |
| Médaille d'argent  | Geoffrey Jacques | 21,72 s    |
| Médaille de bronze | Cobe Plasschaert | 21,91 s    |

| Rang               | athlète        | Prestation |
| ------------------ | -------------- | ---------- |
| Médaille d'or      | Imke Vervaet   | 23,33 s    |
| Médaille d'argent  | Lien Torfs     | 23,65 s    |
| Médaille de bronze | Noor Vermeiren | 24,09 s    |

### 400m
| Rang               | athlète         | Prestation |
| ------------------ | --------------- | ---------- |
| Médaille d'or      | Daniel Segers   | 46,47 s    |
| Médaille d'argent  | Jonathan Sacoor | 46,71 s    |
| Médaille de bronze | Julien Watrin   | 46,75 s    |

| Rang               | athlète               | Prestation |
| ------------------ | --------------------- | ---------- |
| Médaille d'or      | Martina Weil Restrepo | 51,87 s    |
| Médaille d'argent  | Paulien Couckuyt      | 53,58 s    |
| Médaille de bronze | Ilana Hanssens        | 53,96 s    |

### 800m
| Rang               | athlète            | Prestation |
| ------------------ | ------------------ | ---------- |
| Médaille d'or      | Timon Inghelbrecht | 1.49,90 s  |
| Médaille d'argent  | Aaron Botterman    | 1.50,24 s  |
| Médaille de bronze | Mattis Tanghe      | 1.50,90 s  |

| Rang               | athlète          | Prestation |
| ------------------ | ---------------- | ---------- |
| Médaille d'or      | Camille Laus     | 2.02,62 s  |
| Médaille d'argent  | Mariska Parewyck | 2.03,69 s  |
| Médaille de bronze | Laure Bilo       | 2.04,16 s  |

### 1 500m
| Rang               | athlète                | Prestation |
| ------------------ | ---------------------- | ---------- |
| Médaille d'or      | Pieter Sisk            | 3.43,82 s  |
| Médaille d'argent  | Lennert Dewulf         | 3.48,20 s  |
| Médaille de bronze | Thibau Van Den Bussche | 3.54,50 s  |

| Rang               | athlète        | Prestation |
| ------------------ | -------------- | ---------- |
| Médaille d'or      | Marie Bilo     | 4.46,07 s  |
| Médaille d'argent  | Lore Quatacker | 4.46,68 s  |
| Médaille de bronze | Nel Vanopstal  | 4.46,97 s  |

### 3 000m
| Rang               | athlète             | Prestation |
| ------------------ | ------------------- | ---------- |
| Médaille d'or      | Viktor Leenaert     | 8.30,84    |
| Médaille d'argent  | Cedric Van De Putte | 8.32,83    |
| Médaille de bronze | Antoine Schauwers   | 8.35,26    |

| Rang               | athlète            | Prestation |
| ------------------ | ------------------ | ---------- |
| Médaille d'or      | Laura Schadron     | 9.46,96    |
| Médaille d'argent  | Eline Pinter       | 9.50,26    |
| Médaille de bronze | Julie Van De Walle | 9.51,30    |

### 5 000mmarche
| Rang               | athlète         | Prestation |
| ------------------ | --------------- | ---------- |
| Médaille d'or      | Jasper Van Hove | 28.20,80   |
| Médaille d'argent  | Thomas Pauwels  | 28.42,84   |
| Médaille de bronze | Luc Nicque      | 29.02,34   |

## Résultats obstacles

### 60mhaies
| Rang               | athlète               | Prestation |
| ------------------ | --------------------- | ---------- |
| Médaille d'or      | Elie Bacari           | 7,59 s     |
| Médaille d'argent  | Nolan Vancauwemberghe | 7,87 s     |
| Médaille de bronze | Vincent Vernet        | 8,07 s     |

| Rang               | athlète           | Prestation |
| ------------------ | ----------------- | ---------- |
| Médaille d'or      | Noor Koekelkoren  | 8,17 s     |
| Médaille d'argent  | Steffi De Saegher | 8,22 s     |
| Médaille de bronze | Laures Bauwens    | 8,23 s     |

## Résultats sauts

### Saut en longueur
| Rang               | athlète           | Prestation |
| ------------------ | ----------------- | ---------- |
| Médaille d'or      | Yanni Sampson     | 7,71m      |
| Médaille d'argent  | Jeroen Gonnissen  | 7,68m      |
| Médaille de bronze | Jente Hauttekeete | 7,35m      |

| Rang               | athlète            | Prestation |
| ------------------ | ------------------ | ---------- |
| Médaille d'or      | Maité Beernaert    | 6,18m      |
| Médaille d'argent  | Sara Van Hoyweghen | 6,01m      |
| Médaille de bronze | Elodie Francart    | 5,82m      |

### Triple saut
| Rang               | athlète         | Prestation |
| ------------------ | --------------- | ---------- |
| Médaille d'or      | Lucca Goossens  | 15,09m     |
| Médaille d'argent  | Tommy Soumahoro | 14,82m     |
| Médaille de bronze | Ugo Meecko      | 14,79m     |

| Rang               | athlète        | Prestation |
| ------------------ | -------------- | ---------- |
| Médaille d'or      | Ilona Masson   | 13,75m     |
| Médaille d'argent  | Florence Amon  | 12,10m     |
| Médaille de bronze | Margot Delbare | 11,88m     |

### Saut en hauteur
| Rang              | athlète                 | Prestation |
| ----------------- | ----------------------- | ---------- |
| Médaille d'or     | Sten Geenens            | 2,10m      |
| Médaille d'argent | Jef Vermeiren           | 2,05m      |
| Médaille d'argent | Jos Gamuela Ngamunguela | 2,00m      |

| Rang               | athlète         | Prestation |
| ------------------ | --------------- | ---------- |
| Médaille d'or      | Marie De Troyer | 1,75m      |
| Médaille d'argent  | Svea Van Laere  | 1,75m      |
| Médaille de bronze | Zoé Depas       | 1,70m      |

### Saut à la perche
| Rang               | athlète             | Prestation |
| ------------------ | ------------------- | ---------- |
| Médaille d'or      | Ben Broeders        | 5,40m      |
| Médaille d'argent  | Jaan Bal            | 5,35m      |
| Médaille de bronze | Sloan Petiphar (BM) | 5,30m      |

| Rang               | athlète             | Prestation |
| ------------------ | ------------------- | ---------- |
| Médaille d'or      | Elien Vekemans      | 4,51m      |
| Médaille d'argent  | Hanne Vandenbroucke | 3,85m      |
| Médaille de bronze | Lola Lepère         | 3,80m      |

## Résultats lancers

### Lancer du poids
| Rang               | athlète               | Prestation |
| ------------------ | --------------------- | ---------- |
| Médaille d'or      | Kwinten Cools         | 18,27m     |
| Médaille d'argent  | Alexander Anthonissen | 17,49m     |
| Médaille de bronze | Andreas De Lathauwer  | 17,02m     |

| Rang               | athlète               | Prestation |
| ------------------ | --------------------- | ---------- |
| Médaille d'or      | Elena Defrère         | 15,78m     |
| Médaille d'argent  | Jolien Maliga Boumkwo | 15,60m     |
| Médaille de bronze | Nafissatou Thiam      | 14,32m     |